# 南北媽打
《南北媽打》是梁家樹首次執導的香港喜劇電影，1988年於香港及台灣上映。

## 劇情
關德興年青時與李消雲相戀，但遭母親反對，只好和周申玉結婚。關的兒子關仁堅在電視台工作，認識了文文和波波。申玉發現兒子追求的女友文文，竟是李消雲的女兒，氣憤不已。兩個媽打情敵又一次碰頭，再鬥個你死我活。

## 演員
| 演員   | 港版角色名稱 | 台版角色名稱 | 粵語配音 | 國語配音 | 暱稱 / 關係                                        |
| 董 驃  | 關德興       | 關起門       | 董 驃    |          | 周申玉之夫 關仁堅之父                              |
| 沈殿霞 | 周申玉       | 畢時珠       | 沈殿霞   |          | 關德興之妻 關仁堅之母                              |
| 張學友 | 關仁堅       | 關殿世       | 朱子聰   |          | 電視台編導 關德興、周申玉之子 文文之男友           |
| 張曼玉 | 文 文        | 貝 蒂        | 龍寶鈿   |          | Betty 比蒂皮草公司老闆娘 李消雲之長女 關仁堅之女友 |
| 鄧碧雲 | 李消雲       | 李發浪       | 鄧碧雲   |          | 文文、波波之母                                     |
| 廖偉雄 | 查督燦       | 常脫線       | 廖偉雄   |          | 電視台助理編導 波波之男友                          |
| 何美婷 | 波 波        |              | 盧素娟   |          | 李消雲之幼女 查督燦之女友                          |
| 顏國樑 | 曾監製       |              | 陳永信   |          |                                                    |
| 黃 霑  | 馬老霑       | 缺得嘴       | 金貴     |          |                                                    |
| 林建明 | 玉 子        | 梅楚紅       | 盧素娟   |          |                                                    |

## 電影歌曲
| 歌名           | 演唱者 | 作曲及編曲 | 填詞 |
| 〈夢裡的聲音〉 | 張學友 | 徐日勤     | 小美 |

## 外部連結
- 開眼電影網上《南北媽打》的資料（繁體中文）
- 香港影庫上《南北媽打》的資料（繁體中文）
- 时光网上《南北媽打》的資料（简体中文）
- 豆瓣电影上《南北媽打》的資料 （简体中文）
- 爛番茄上《南北媽打》的資料（英文）
- 互联网电影数据库（IMDb）上《南北媽打》的资料（英文）